# Еммет (Арканзас)
Еммет (англ. Emmet) — місто (англ. city) в США, в округах Невада і Гемпстед штату Арканзас. Населення — 415 осіб (2020).

## Географія
Еммет розташований за координатами 33°43′21″ пн. ш. 93°27′58″ зх. д. / 33.72250° пн. ш. 93.46611° зх. д. (33.722539, -93.466156).  За даними Бюро перепису населення США в 2010 році місто мало площу 3,92 км², з яких 3,86 км² — суходіл та 0,06 км² — водойми.

## Демографія
Згідно з переписом 2010 року, у місті мешкало 518 осіб у 208 домогосподарствах у складі 148 родин. Густота населення становила 132 особи/км².  Було 244 помешкання (62/км²). 
Расовий склад населення:
| - 78,8 % — білих - 18,0 % — чорних або афроамериканців - 1,0 % — корінних американців - 0,2 % — азіатів - 1,0 % — осіб інших рас |

До двох чи більше рас належало 1,2 %. Іспаномовні складали 2,9 % від усіх жителів.
За віковим діапазоном населення розподілялося таким чином: 23,4 % — особи молодші 18 років, 61,5 % — особи у віці 18—64 років, 15,1 % — особи у віці 65 років та старші. Медіана віку мешканця становила 39,0 року. На 100 осіб жіночої статі у місті припадало 100,8 чоловіків;  на 100 жінок у віці від 18 років та старших — 94,6 чоловіків також старших 18 років.
Середній дохід на одне домашнє господарство  становив 45 700 доларів США (медіана — 34 844), а середній дохід на одну сім'ю — 43 676 доларів (медіана — 32 454). За межею бідності перебувало 38,4 % осіб, у тому числі 69,6 % дітей у віці до 18 років та 29,2 % осіб у віці 65 років та старших.
Цивільне працевлаштоване населення становило 275 осіб. Основні галузі зайнятості: роздрібна торгівля — 33,5 %, виробництво — 18,9 %, мистецтво, розваги та відпочинок — 11,6 %, будівництво — 9,1 %.